# Henri Ier de Misnie
Pour les articles homonymes, voir Henri Ier.
Henri Ier, surnommé l'Ancien, né vers 1070 et mort en 1103, est un prince de la maison de Wettin, fils du margrave Dedo II et d'Adèle de Louvain. Comte d'Eilenbourg, il fut margrave de Lusace (l'ancienne marche de l'Est saxonne) à partir de 1081 et margrave de Misnie à partir de 1089 jusqu'à sa mort. Le premier souverain des Wettin à régner sur la marche de Misnie, il y a posé la première pierre pour la future puissance de la dynastie saxonne.

## Biographie
Henri est le fils aîné né du mariage du comte Dedo II de Wettin († 1075) et de sa seconde épouse Adèle († 1083), fille du comte Lambert II de Louvain. Son père, comte d'Eilenbourg depuis 1034, était nommé margrave de Lusace par l'empereur Henri III en 1046. Pendant la révolte des Saxons contre le règne du roi Henri IV, à partir de 1073, Dedo tente une conciliation entre les deux parties, mais il est contraint d'observer comment son fils fut alors pris en otage. 
Après la mort de son père, en octobre 1075, il hérite notamment les domaines d'Eilenbourg, lorsque la marche de Lusace est promise au allié de Henri IV, le duc Vratislav II de Bohême ; toutefois, cette désignation n'avait cependant jamais reçu de confirmation et en 1081, le roi céda le territoire à Henri de Wettin. Le nouveau margrave est devenu un soutien fidèle de la dynastie franconienne. En 1089, à la suite de la révolte et de la déposition du margrave Egbert II, il reçoit également la marche de Misnie, le premier membre de la maison de Wettin à porter le titre de margrave de Misnie.

## Mariage et descendance
Henri est le troisième époux de Gertrude de Brunswick († 1117), la veuve du comte Henri de Nordheim, fille du margrave Egbert Ier de Misnie († 1068) et sœur d'Egbert II, issue de la famille des Brunonides. Elle est la mère de son successeur et fils posthume Henri II, dit le Jeune († 1123), margrave de Lusace et de Misnie à la suite de la mort de son père en 1103.

## Source
- (en) Cet article est partiellement ou en totalité issu de l’article de Wikipédia en anglais intitulé « Henry I, Margrave of the Saxon Ostmark » (voir la liste des auteurs), édition du 25 avril 2014.